# Ciupaga

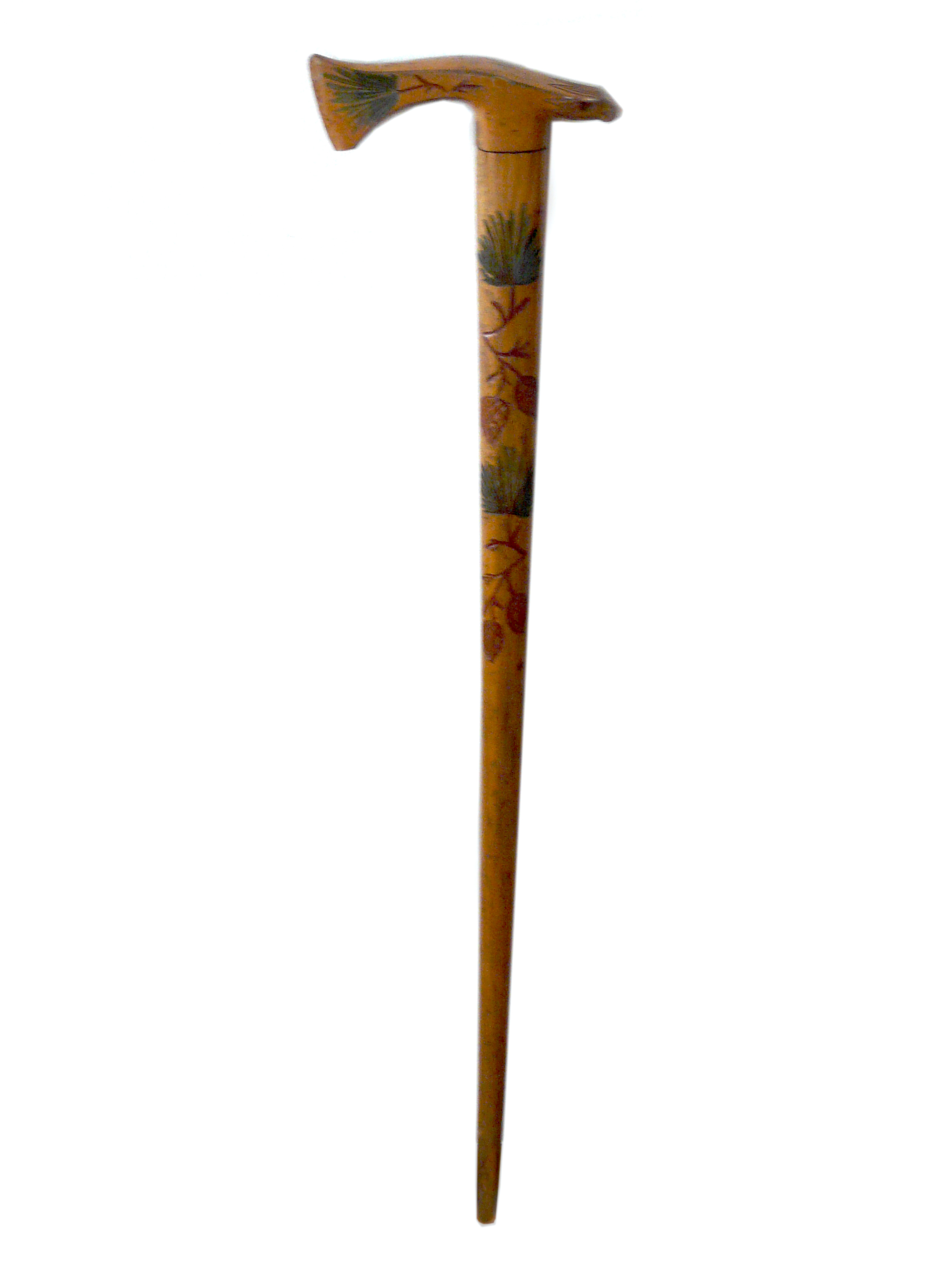
Souvenir-Ciupaga mit hölzernem Handgriff

Ciupaga anhörenⓘ (tschechisch und slowakisch Valaška, ukrainisch Бартка, ungarisch Fokos) ist ein Bergstock mit dem Handgriff in Form einer kleinen Axt, der von den Tatra-Goralen als Element der Volkstracht getragen wird. 
Ursprünglich galt die Ciupaga als Waffe, heute wird sie auch in Souvenirläden der Tatra-Region angeboten. Die Ciupagas werden von den Tänzern im Zbójnicki- (Bergräuber-)Tanz der Goralen geschwungen und aneinandergestoßen. 
Die klassischen Ciupagas hatten einen Handgriff aus Stahl, die Souvenir-Ciupagas haben Handgriffe aus Messing, oft mit farbigen Intarsien, oder aus Holz. Die Stäbe werden mit Schnitzereien geschmückt.